# ウゲン・ワンチュク
ウゲン・ワンチュク（ゾンカ語: ཨོ་རྒྱན་དབང་ཕྱུག, ラテン文字転写: Ugyen Wangchuck, ワイリー方式: O rgyan dBang phyug）は、初代ブータン国王。
500ニュルタム紙幣に御真影が使用されている。

## 生涯
1862年にトンサ・ペンロプであったジグメ・ナムゲルの息子としてブムタンのワンデュチョリン宮殿にて生誕した。ジグメ・ナムゲルはブータン北部のクルテ地方に定住した高僧ペマ・リンパの子孫であるドゥンカル・チェジェ一族の出身で、母はブムタンのジャカル地方の貴族ラルン・ペルギ・ドルジの子孫であるジャカル・ドゥン一族の出身であるといわれている。
1870年、父のジグメ・ナムゲルが世俗の支配者であるデブ・ラジャ（デシ）になると、パロ・ペンロプのツェワン・ノルブとプナカ・ゾンポンのゲドゥプが反乱を起こしたため、反乱平定のためにパロに送られたが、反乱平定後もパロに残り、その地を治めた。1874年、ジグメ・ナムゲルは政敵を倒し、ブータン全土を掌握した。1879年パロ・ペンロップに任命された。1883年、最後の内戦がブータンで起こった。ウゲン・ワンチュクはブムタンへ兵を送り、ジャカル・ゾンとトンサ・ゾンを手中に収め、1882年トンサ・ペンロプとなった。また1876年には、政敵であったパロ・ペンロプとプナカ・ゾンポンをインドやダージリンに追放しており、「トンサ王朝」の基盤はこの時点で完成していたといえる。
1884年にはイギリスの補助金を巡り、ティンプー・ゾンポンとプナカ・ゾンポンが反乱を起こし、パロ・ペンロプもこれに加勢した。ウゲン・ワンチュクは4,000人の兵をティンプーに送り、チャンリミタンの戦いで反乱軍を破った。この勝利により、1865年以来断続的に起きていた内乱にも終止符が打たれ、ウゲン・ワンチュクは「近代ブータン建国の父」としてシャブドゥン・ガワン・ナムゲル以降のブータン政治史において名を残すことになった。
1903年にデブ・パム・サンゲ・ドルジが職を退き、かわってチョレ・テュルク・イェシェ・ゲドゥプが国王、閣僚、宗教界の支持の下、デブ兼シャブドゥンの職に就いた。しかし彼の政治は評判が悪く、1907年には退位を迫られ、パロのサンコル寺院に蟄居させられた。同年12月17日、宗教界、議員、各地方の村長、国民代表が集まり、プナカで会議を行った結果、ウゲン・ワンチュクをブータン王国の世襲国王として選出することが決まり、1651年以降シャブドゥン・ガワン・ナムゲルによって確立され継続してきた、宗教界のシャブドゥンと世俗界のデブというブータンの二重統治体制は終焉を迎えた。このときイギリスはウゲン・ワンチュクの強力な指導力に注目し、彼によるブータン統一を予測しており、即位にあたり重要な役割を担っていたとされる。国民の富裕をその第一目標に掲げた内政を行い、近代的な学校の建設など西洋的な教育体制をブータンに導入し、インドとの貿易・商業奨励のために国内の交通・通信網の整備に力を注いだ。近代化を進める一方で、仏教の保護にも力を入れ、僧侶の修行場や寺院の建設・修復活動も行った。
外交に関しては、ブータンは当時インドを植民地としていたイギリスを支持する立場にあった。1889年、ウゲン・ワンチュクはパロ・ペンロプを親善使節としてカリンポンの英国インド駐在官に派遣する一方で、大清皇帝の御璽の受け取りを拒否している。1903年にイギリスのフランシス・ヤングハズバンド陸軍大佐率いる遠征隊がラサへ向かうときには、イギリスを支持しただけでなく、共にラサへ赴き、1904年の英蔵会議調印の仲介役を買って出た。これを受けて、1905年にはシッキム行政官のジョン・クロード・ホワイトから、インド皇帝中級勲爵士（Knight Commander of the Indian Emperor）の称号を授与された。この過程を経てイギリスとブータンの関係は強化されたと考えられる。
1910年2月12日、清の駐蔵大臣趙爾豊の軍隊がラサを占領し、ダライ・ラマ13世は亡命を余儀なくされた。清の脅威に備え、彼は1865年11月11日に調印したイギリスとのシンチュラ条約を改正し、プナカ条約を1910年1月8日に締結した。これにより、ブータンに対して清の影響力が及ばなくなり、英領インドとの関係が密接になったが、当時イギリスはブータンをイギリス宗主権下の一自治国として看做しており、インド帝国の正式な一員とは考えず、インドにおける藩王国と同等の立場として扱った。
ウゲン・ワンチュクがイギリスと運命を共にすることを決心した理由は4つ考えられる。一つは1904年に夏にイギリスがチベットの制圧に成功していたこと、一つは清の拡張政策に対する脅威を防ぐこと、一つはイギリスの意向がない状態で政治的統一体としてのブータンの存在が不可能であること、最後にイギリス支配下におけるインドの発展を目の当たりにしたことである。